# Neilia Hunter Biden
Neilia Hunter Biden (Skaneateles, 28 luglio 1942 – Wilmington, 18 dicembre 1972) è stata un'insegnante statunitense, nota per essere stata la prima moglie di Joe Biden, il 46º Presidente degli Stati Uniti.

## Biografia
Neilia Hunter è nata il 28 luglio 1942 a Skaneateles nello Stato di New York, da Louise (nata Basel; 1915-1993) e Robert Hunter (1914-1991). Ha frequentato Penn Hall in Pennsylvania. Era attiva nel club francese della scuola, nell'hockey, nel nuoto e nel consiglio studentesco. Dopo la scuola secondaria, ha frequentato la Syracuse University ed è stata insegnante di scuola nel distretto scolastico di Syracuse. Era imparentata con l'ex consigliere comunale di Auburn Robert Hunter.
Neilia Hunter incontrò Joe Biden a Nassau nelle Bahamas durante lo spring break. Poco dopo, Biden si trasferì a Syracuse e frequentò la facoltà di legge. La coppia si sposò il 27 agosto 1966. Dopo il matrimonio, i Biden si trasferirono a Wilmington nel Delaware, dove Biden faceva parte del Consiglio della contea di New Castle. La coppia ebbe tre figli: Joseph Robinette "Beau" (1969-2015), Robert Hunter (1970) e Naomi (1971-1972). Biden fece una campagna elettorale contro il senatore repubblicano del Delaware J. Caleb Boggs e Neilia fu descritta dal News Journal come il "cervello" della sua campagna elettorale.
Il 18 dicembre 1972, poco dopo che suo marito era divenuto senatore eletto negli Stati Uniti, Neilia stava guidando con i bambini Naomi, Beau e Hunter per andare a comprare un albero di Natale. Neilia stava guidando verso ovest lungo la rurale Valley Road a Hockessin, nel Delaware, avvicinandosi a un segnale di stop all'incrocio con la Delaware Route 7 (Limestone Road). Quando si immise nel traffico, l'auto venne investita da un camion che viaggiava verso nord lungo la Delaware Route 7. La polizia stabilì che Neilia non aveva visto sopraggiungere il veicolo, probabilmente perché la sua testa era girata e non l'aveva visto arrivare. Neilia e i suoi tre figli vennero portati al Wilmington General Hospital. Neilia e Naomi, di soli 13 mesi, morirono all'arrivo, mentre i suoi due figli sopravvissero con gravi ferite. Poche settimane dopo Biden prestò giuramento al Senato nell'ospedale dove i suoi figli erano in cura.

## Commemorazioni
In un discorso di apertura all'Università Yale nel 2015, Biden ha parlato della sua prima moglie, dicendo: "Sei settimane dopo la mia elezione, il mio intero mondo è cambiato per sempre. Mentre ero a Washington per assumere personale, ho ricevuto una telefonata: mia moglie e i miei tre figli stavano facendo acquisti natalizi; il rimorchio di un trattore ha sbandato e ha ucciso mia moglie e mia figlia. E non erano sicuri che i miei figli sarebbero sopravvissuti."
Alla sua memoria è dedicato un parco in un'area suburbana della contea di New Castle nel Delaware, fuori dalla città di Wilmington, Neilia Hunter Biden Park. Il Cayuga Community College di Auburn, dove il padre di Neilia ha gestito per molti anni il servizio di ristorazione, conferisce ogni anno il Neilia Hunter Biden Award a due premiati, uno per il giornalismo e uno per la letteratura inglese. Tra i primi vincitori c'era William (Bill) Fulton, che in seguito è stato sindaco di Ventura, in California.